# Xanèa

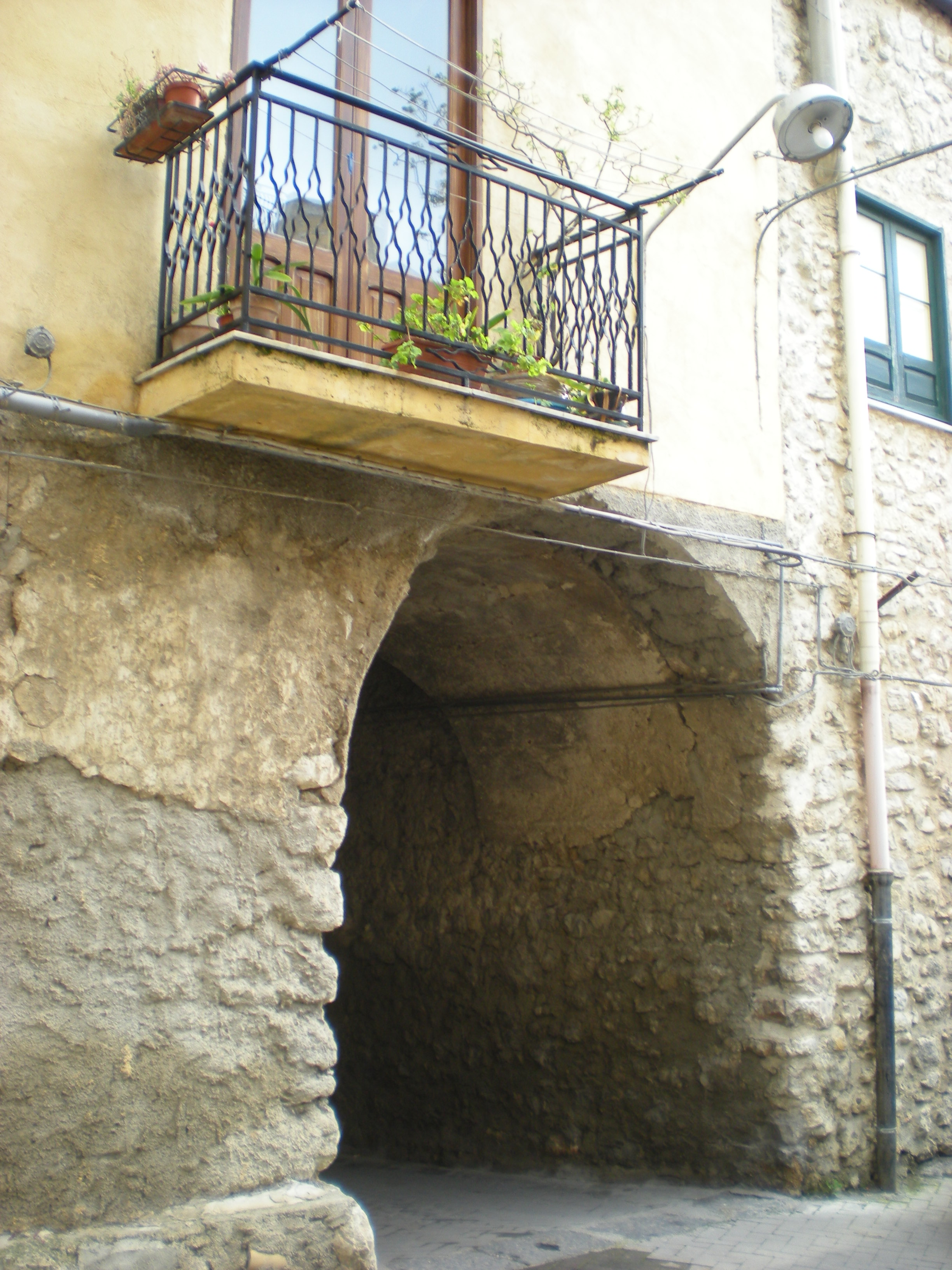
Bivona, xanèa tra via Sirretta e piazza Guggino

Una xanèa (o hanìa, hanèia, khanèa, voce araba) è definibile come un arco che mette in comunicazione due abitazioni, sovrastato anch'esso da vani abitati, sotto il quale in genere passa una strada. La lettera iniziale è una fricativa gutturale sorda e va pronunziata come la lettera χ del greco antico (/ch/).

## Descrizione
La xanèa è una tipica costruzione siciliana; il termine chanea è stato riscontrato in documenti del XII e XIII secolo nella provincia di Agrigento, in documenti del 1385 e del 1403 a Palermo e in un documento del 1496 a Mazara del Vallo. Oggi il termine è attestato solamente a Bivona, comune italiano della provincia di Agrigento in Sicilia.
A Bivona sono ancora visibili le xanée di piazza Guggino, piazza San Paolo (ex via Arco Trizzino), via Arco Marciante e via Arco Marchese Greco.
La prima menzione di una xanèa a Bivona è stata riscontrata in un documento del 1712, in cui si afferma:

## Testimonianze toponomastiche
Vari documenti riportano il termine come toponimo, indicante, probabilmente, una medesima località della provincia di Agrigento. Nel 1155 si legge: